# Magyartelek
Magyartelek is een plaats (község) en gemeente in het Hongaarse comitaat Baranya. Magyartelek telt 239 inwoners (2001).